# Brian Tyler
Brian Tyler (Los Angeles, 8 maggio 1972) è un compositore statunitense di colonne sonore cinematografiche.
È conosciuto per aver composto colonne sonore per alcuni film di grande successo, tra i quali Iron Man 3 e Avengers: Age of Ultron, i due film di Sylvester Stallone John Rambo ed I mercenari - The Expendables e svariati capitoli della serie Fast and Furious.
Nel 2011 riscrive e ricompone il famoso tema della Universal Pictures per il centesimo anniversario della famosa casa di produzione.
Nel 2018 compone la nuova sigla per la Formula 1. con titolo Formula 1 Theme.

## Filmografia parziale

### Compositore
- Bartender, regia di Gabe Torres (1997)
- Six-String Samurai, regia su Lance Mungia (1998)
- US Cop: uno sporco affare (The Settlement), Mark Steilen (1999)
- Il mistero del quarto piano (The 4th Floor), regia di Josh Klausner (1999)
- Super agente speciale (Simon Sez), regia di Kevin Elders (1999)+-
- Plan B, regia di Greg Yaitanes (2001)
- Al calare delle tenebre (Darkness Falls), regia di Jonathan Liebesman (2003)
- The Final Cut, regia di Omar Naim (2004)
- The Fast and the Furious: Tokyo Drift, regia di Justin Lin (2006)
- Rogue - Il solitario (War), regia di Philip Atwell (2007)
- Alien vs. Predator 2 (Aliens vs. Predator: Requiem), regia dei fratelli Strause (2007)
- John Rambo, regia di Sylvester Stallone (2008)
- Eagle Eye, regia di D. J. Caruso (2008)
- Dragonball Evolution, regia di James Wong (2009)
- Fast & Furious - Solo parti originali (Fast & Furious), regia di Justin Lin (2009)
- The Final Destination 3D, regia di David R. Ellis (2009)
- Giustizia privata (Law Abiding Citizen), regia di F. Gary Gray (2009)
- I mercenari - The Expendables (The Expendables), regia di Sylvester Stallone (2010)
- World Invasion (Battle: Los Angeles), regia di Jonathan Liebesman (2011)
- Fast & Furious 5 (Fast Five), regia di Justin Lin (2011)
- Final Destination 5, regia di Steven Quale (2011)
- I mercenari 2 (The Expendables 2), regia di Simon West (2012)
- Iron Man 3, regia di Shane Black (2013)
- Now You See Me - I maghi del crimine (Now You See Me), regia di Louis Leterrier (2013)
- Thor: The Dark World, regia di Alan Taylor (2013)
- Tartarughe Ninja (Teenage Mutant Ninja Turtles), regia di Jonathan Liebesman (2014)
- I mercenari 3 (The Expendables 3), regia di Patrick Hughes (2014)
- Fast & Furious 7, regia di James Wan (2015)
- Avengers: Age of Ultron, regia di Joss Whedon (2015)
- Truth - Il prezzo della verità (Truth), regia di James Vanderbilt (2015)
- Criminal, regia di Ariel Vromen (2016)
- Now You See Me 2, regia di Jon M. Chu (2016)
- xXx - Il ritorno di Xander Cage (xXx: Return of Xander Cage), regia di D. J. Caruso (2016)
- Power Rangers, regia di Dean Israelite (2017)
- Fast & Furious 8, regia di F. Gary Gray (2017)
- La mummia (The Mummy), regia di Alex Kurtzman (2017)
- F1 Theme (2018)
- Escape Room, regia di Adam Robitel (2019)
- Finché morte non ci separi (Ready or Not), regia di Matt Bettinelli-Olpin e Tyler Gillett (2019)
- Rambo: Last Blood, regia di Adrian Grunberg (2019)
- Fast & Furious 9 - The Fast Saga (F9: The Fast Saga), regia di Justin Lin (2021)
- Quelli che mi vogliono morto (Those Who Wish Me Dead), regia di Taylor Sheridan (2021)
- Escape Room 2 - Gioco mortale (Escape Room: Tournament of Champions), regia di Adam Robitel (2021)
- Scream, regia di Matt Bettinelli-Olpin e Tyler Gillett (2022)
- Fast X, regia di Louis Leterrier (2023)
- Scream VI, regia di Matt Bettinelli-Olpin e Tyler Gillett (2023)
- Super Mario Bros. - Il film, regia di Aaron Horvath e Michael Jelenic (2023)
- Abigail, regia di Matt Bettinelli-Olpin e Tyler Gillett (2024)
- Transformers One, regia di Josh Cooley (2024)

### Televisione
- I figli di Dune – miniserie TV, 3 puntate (2003)
- Transformers: Prime – serie animata, 20 episodi (2010-2011)
- Hawaii Five-0 – serie TV, 155 episodi (2010-2020)
- Terra Nova – serie TV, 12 episodi (2011)
- Sleepy Hollow – serie TV, 58 episodi (2013-2017)
- Scorpion – serie TV, 89 episodi (2014-2018)
- Yellowstone – serie TV, 53 episodi (2018-2024)
- Swamp Thing – serie TV, 10 episodi (2019)
- 1883 – miniserie TV, 10 puntate (2021-2022)
- 1923 – serie TV, 15 episodi (2022-2025)

### Produttore
- Skyline (2010)

### Videogiochi
- LEGO Universe (2010)
- Call of Duty: Modern Warfare 3 (2011)
- Need for Speed: The Run (2011)
- Far Cry 3 (2012)
- Assassin's Creed IV: Black Flag (2013)
- Army of Two: The Devil's Cartel (2013)
- Lost Ark (2019)